# Европско првенство у атлетици на отвореном 1934 — 800 метара за мушкарце
Трка на 800 м у мушкој конкуренцији на 1. Европском првенству у атлетици 1934. у Торинуу одржана је 8. и 9. септембра на Стадиону Бенито Мусолини.

## Земље учеснице
Учествовало је 12 такмичара из 10 земаља.
1. Аустрија (1)
2. Естонија (1)
3. Италија (1)
4. Луксембург (1)
5. Мађарска (1)
6. Немачка (1)
7. Пољска (1)
8. Француска (2)
9. Чехословачка (1)
10. Шведска (2)

## Освајачи медаља
|                      |                     |                          |
| Миклош Сабо Мађарска | Марио Ланци Италија | Волфганг Десекер Немачка |

## Резултати

### Полуфинале
У финале су се пласирала по прва тројица из све три полуфиналне групе (КВ)
| Место | Група | Атлетичар         | Земља        | Резултат | Бел.        |
| ----- | ----- | ----------------- | ------------ | -------- | ----------- |
| 1.    | 3     | Марио Ланци       | Италија      | 1:51,8   | КВ, РЕП. ЛР |
| 2.    | 3     | Ерик Ни           | Шведска      | 1:53,0   | КВ          |
| 3.    | 3     | Рајмонд Пети      | Француска    | 1:55,3   | КВ          |
| 4.    | 2     | Волфганг Десекер  | Немачка      | 1:57,0   | КВ          |
| 5.    | 3     | Георг Пухбергер   | Аустрија     | 1:57,0   |             |
| 6.    | 2     | Казимјеж Кухарски | Пољска       | 1:57,5   | КВ          |
| 7.    | 2     | Жан Келер         | Француска    | 1:57,6   | КВ          |
| 8.    | 2     | Евзен Росицки     | Чехословачка | 1:57,8   |             |
| 9.    | 1     | Ерик Веннберг     | Шведска      | 1:58,7   | КВ          |
| 10.   | 1     | Миклош Сабо       | Мађарска     | 1:58,9   | КВ          |
| 11.   | 1     | Пјер Емер         | Луксембург   | 1:59,1   | КВ          |
| 12.   | 1     | Адемар Јурлау     | Естонија     | 1:59,2   |             |

### Финале
| Место | Атлетичар         | Земља      | Резултат | Бел. |
| ----- | ----------------- | ---------- | -------- | ---- |
|       | Миклош Сабо       | Мађарска   | 1:52,0   | НР   |
|       | Марио Ланци       | Италија    | 1:52,0   |      |
|       | Волфганг Десекер  | Немачка    | 1:52,2   |      |
| 4     | Ерик Ни           | Шведска    | 1:52,4   |      |
| 5     | Ерик Веннберг     | Шведска    | 1:53,1   |      |
| 6     | Казимјеж Кухарски | Пољска     | 1:53,4   | НР   |
| 7     | Ремон Пети        | Француска  | 1:54,0   |      |
| 8     | Пјер Емер         | Луксембург | 1:55,8   | НР   |
| 9     | Жан Келер         | Француска  | РН       |      |